# Кристенсен, Могенс
Мо́генс Кри́стенсен (норв. Mogens Christensen; 9 декабря 1929, Осло — 25 июля 2020, Осло) — норвежский саночник, выступал за сборную Норвегии в середине 1960-х годов. Участник зимних Олимпийских игр в Инсбруке, чемпион национального первенства, призёр и участник многих международных турниров.

## Биография
Активно заниматься санным спортом начал с юных лет, проходил подготовку в столичном спортивном клубе «Акефорениге». Первого серьёзного успеха добился в 1963 году, когда стал чемпионом Норвегии в одноместных санях. Благодаря череде удачных выступлений удостоился права защищать честь страны на зимних Олимпийских играх 1964 года в Инсбруке, участвовал в первых в истории олимпийских соревнованиях по санному спорту. В мужском одиночном разряде финишировал четырнадцатым, также вместе с Рольфом Грегером Стрёмом должен был ехать в парном разряде, но по техническим причинам их экипаж снялся с соревнований.
Вскоре после Олимпиады Кристенсен, которому на тот момент было уже 35 лет, принял решение завершить карьеру профессионального спортсмена, уступив место в сборной молодым норвежским саночникам.